# Alataspora longialata
Alataspora longialata is een microscopische parasiet uit de familie van de Alatasporidae. Alataspora longialata werd in 2003 beschreven door Aseeva. 